# 울산미용예술고등학교
울산미용예술고등학교(蔚山美容藝術高等學校)는 대한민국 울산광역시 울주군 웅촌면 곡천리에 있는 공립 고등학교이다.

## 학교 연혁
- 1968년 3월 5일 : 웅촌상업고등학교 개교
- 1995년 3월 1일 : 울산서여자상업고등학교로 교명 변경
- 2004년 3월 1일 : 울산정보산업고등학교로 교명 변경
- 2011년 3월 1일 : 울산미용예술고등학교로 전환 개교
- 2018년 11월 15일 : 후관동 미용실습실 증축 (총 실습실 13실 헤어미용실 5실, 피부미용실 3실, 메이크업실 2실, 네일미용실 2실, 기능실 1실)
- 2024년 3월 1일 : 제37대 장인권 교장 취임
- 2025년 1월 10일 : 제55회 졸업식(88명) 졸업생 총계 9,807명
- 2025년 3월 4일 : 제58회 입학(120명)

## 설치 학과
- 미용예술과

## 참고 자료
- 울산미용예술고등학교 - 한국교육학술정보원 학교알리미